# Stenopsyche stoetzneri
Stenopsyche stoetzneri är en nattsländeart som beskrevs av Doehler 1929. Stenopsyche stoetzneri ingår i släktet Stenopsyche och familjen Stenopsychidae. Inga underarter finns listade i Catalogue of Life.